# チェルフィッチュ
チェルフィッチュは日本の演劇ユニット。主宰者は岡田利規。1997年設立。

## 概要
『チェルフィッチュ（Chelfitsch）』は造語で、『自分本位』という意味の英単語『セルフィッシュ（selfish）』が明晰に発語されずに幼児語化した、という意味。平田オリザの提唱した現代口語演劇理論をさらに現代的に推し進め、「超口語演劇」と呼ばれるスタイルを取る。
2001年3月に『彼等の希望に瞠れ』を発表、現代の若者を象徴するような口語体を使う作風に変化する。
2004年、『三月の5日間』が第13回ガーディアンガーデン演劇フェスティバル参加作品に選ばれる。
2005年、トヨタコレオグラフィーアワードの最終選考に残る。
2006年、『三月の5日間』で岡田利規が第49回岸田國士戯曲賞を受賞。

## 公演リスト（初演）
- 峡谷（1997年8月、横浜相鉄本多劇場）
- 帽子と人工衛星（1998年6月、高円寺明石スタジオ）
- オージ（1998年12月、横浜相鉄本多劇場）
- 二人の兵士とタチマチネギ（1999年11月、STスポット横浜、STスポット演劇フェスティバル　スパーキング21）
- 三日三晩、そして百年。（2000年5月、STスポット横浜）
- 二人の高利貸しの21世紀（2001年1月、STスポット横浜）
- 彼等の希望に瞠れ（2001年3月、STスポット横浜）
- マンション（2002年、渋谷ギャラリールデコ、手塚夏子との共同製作）
- 恋と自分／とんかつ屋（2003年4月、神楽坂SESSION HOUSE GARDEN）
- ユビュ王（2003年9月、法政大学学生会館大ホール）
- マリファナの害について（2003年11月15日-16日、STスポット横浜）
- 三月の5日間（2004年2月13日-15日、天王洲スフィアメックス、第13回ガーディアンガーデン演劇フェスティバル）
- クーラー（2004年8月、京都アートコンプレックス1928、WE LOVE DANCE FESTIVAL）
- 労苦の終わり（2004年11月3日-7日、STスポット横浜、STスポット演劇フェスティバル　スパーキング21）
- ポスト＊労苦の終わり（2005年3月、STスポット横浜、STスポット演劇フェスティバル　スパーキング21）
- 目的地（2005年8月、びわ湖ホール・リハーサル室、びわ湖ホール夏のフェステヴァル2005）
- ティッシュ（2005年9月、アサヒアートスクエア、Azumabashi Dance Xing）
- ズレスポンス（2005年12月、アサヒアートスクエア、Azumabashi Dance Xing、チェルフィッチュ×ほうほう堂名義）
- 体と関係のない時間（2006年9月22日-24日、京都芸術センターフリースペース）
- フリータイム（2008年3月、六本木Super Deluxe）
- 記憶の部屋について（2009年7月、金沢21世紀美術館　開館5周年記念展「愛についての100の物語」）
- ホットペッパー（2009年9月、アサヒアートスクエア、Azumabashi Dance Xing）
- ホットペッパー、クーラー、そしてお別れの挨拶（2009年10月、Ponte Alto（モデナ／イタリア）、VIE Scena Contemporanea Festival）
- わたしたちは無傷な別人であるのか？（2010年2月、STスポット横浜）
- わたしたちは無傷な別人である（2010年9月、愛知芸術文化センター、あいちトリエンナーレ2010）
- ゾウガメのソニックライフ（2011年2月、KAAT神奈川芸術劇場）
- 現在地（2012年4月、KAAT神奈川芸術劇場）
- 女優の魂（2012年8月、STスポット横浜）[2]
- 地面と床（2013年5月、ブリュッセル／ベルギー、Kunstenfestivaldesarts）
- スーパープレミアムソフトWバニラリッチ（2014年、マンハイム／ドイツ、Theater der Welt 2014）
- あなたが彼女にしてあげられることは何もない（2015年8月、府内珈琲、おおいたトイレンナーレ2015、『わたしは彼女に何もしてあげられない』として初演しその後改題）
- 部屋に流れる時間の旅（2016年3月、ロームシアター京都 ノースホール、KYOTO EXPERIMENT 2016 SPIRNG）
- 『三月の5日間』リクリエーション（2017年12月、KAAT神奈川芸術劇場）
- 渚・瞼・カーテン チェルフィッチュの〈映像演劇〉（2018年4月、熊本市現代美術館）
- 消しゴム山（2019年10月、ロームシアター京都　サウスホール、KYOTO EXPERIMENT 2019、チェルフィッチュ×金氏徹平名義）
- 消しゴム森（2020年2月、金沢21世紀美術館、チェルフィッチュ×金氏徹平名義）
- 消しゴム畑（2020年5月、オンライン作品、チェルフィッチュ×金氏徹平名義）[3]